# Гвемар II (Салерно)
Вижте пояснителната страница за други личности с името Гвемар.
Гвемар II (Guaimar II, Waimar, Gaimar, Guaimario, Gybbosus; † 4 юни 946) е лангобардски принц на Салерно от 900/901 до 946 г.

## Произход и управление
Син е на принц Гвемар I от Салерно и Итта.
От 893 г. Гвемар II помага на баща си да построи нов княжески дворец и църква в Салерно, започва да сече и монети. Присъединява се към Християнската лига, организирана от папа Йоан X и воюва против сарацините в битката при Гариляно през 915 г.

## Фамилия
Първи брак: с жена с неизвестно име. Те имат една дъщеря:
- Ротилда, омъжена за Атенулф III, принц на Капуа и Беневенто, най-възрастният син на принц Ландулф I от Херцогство Беневенто

Втори брак: с Гаителгрима от Капуа, дъщеря на Атенулф I, принц на Капуа и Беневенто. Имат един син:
- Гизулф I (* май 930; † ноември/декември 977), наследява трона („Langobardorum gentis princes“ 952 – 977).